# Cyphostemma zanzibaricum
Cyphostemma zanzibaricum är en vinväxtart som beskrevs av B. Verdcourt. Cyphostemma zanzibaricum ingår i släktet Cyphostemma och familjen vinväxter. Inga underarter finns listade i Catalogue of Life.